# Жалагаш (Кызылординская область)
Жалагаш (каз. Жалағаш, ранее Джалагаш) — село (ранее посёлок городского типа) в Жалагашском районе Кызылординской области Казахстана. Административный центр и единственный населённый пункт Жалагашского сельского округа. Код КАТО: 433630100.
Село расположено в 70 км к северо-западу от областного центра города Кызылорды, на правом берегу Сырдарьи. В селе есть железнодорожная станция.
В окрестностях села Жалагаш находятся исторические места: Бозтай, Елтай, Даумбай, Жаланаштобе, Шымкорган и другие.

## Население
В 1999 году население села составляло 14 486 человек (7229 мужчин и 7257 женщин). По данным переписи 2009 года в селе проживало 13 479 человек (6754 мужчины и 6725 женщин).
По данным на 1 января 2019 года население села составляло 12 909 человек (6631 мужчина и 6278 женщин).

## Галерея
- Жалагаш
- Жалагаш
- Жалагаш